# Toslink
Toslink (сокр. от Toshiba Link) — стандарт соединения с помощью оптоволокна (световодов), разработанный корпорацией Toshiba.
Часто встречается разный способ написания, например: TOSLINK, TOSlink, TosLink, и Tos-link. TOSLINK (с записью в верхнем регистре) является зарегистрированной торговой маркой Toshiba. Общее название стандарта — EIAJ optical.

## Применение
Часто применяется в бытовой аудиоаппаратуре, компьютерных звуковых картах, где передаётся цифровой аудиопоток между такими компонентами как MiniDisc-, CD-, DVD-плееры и AV-ресиверы. Toslink может использовать недорогое пластмассовое оптоволокно толщиной 1 мм, высококачественное пластмассовое оптоволокно или даже кварцевое стеклянное оптоволокно в зависимости от желаемой ширины полосы частот.
Toslink первоначально был разработан корпорацией Toshiba для передачи аудиопотоков формата ИКМ между фирменными CD-плеерами и AV-ресиверами, но вскоре был адаптирован для большинства CD-плееров, независимо от производителя. Ранее Toslink системы использовали только прямой поток данных от CD-плееров, но сейчас приобрёл наибольшую универсальность стандарт S/PDIF. Например, на DVD-плеерах он применяется для передачи цифрового аудиопотока к Dolby Digital/DTS-дешифраторам объёмного звука.
Toslink допускает несколько различных типов разъёмов. Однако в звуковой аппаратуре в подавляющем большинстве случаев используются разъёмы типа JIS F05 (JIS C5974-1993 F05), имеющие квадратную форму.

## Mini Toslink
Для применения в малогабаритной и миниатюрной бытовой аудио-видеотехнике и ноутбуках разъём существует в виде 3,5-мм штекера  — Mini Toslink (Miniplug).
Существуют переходники (адаптеры) между разъёмами Toslink и Miniplug (Mini Toslink).